# 寿橋
寿橋（ことぶきばし）は、東京都中野区本町及び弥生町の神田川に架かる、中野通り(東京都道420号鮫洲大山線)の橋である。

## 概要
神田川にかかる橋の一つで、中野通り(東京都道420号鮫洲大山線)が上を通る。
隅田川との合流地点から13.65kmの場所にある。
「寿橋」の名は付近の交差点の名称に採用されている。

## 付近

### 鉄道
東京地下鉄（東京メトロ）
 丸ノ内線（分岐線）
中野富士見町駅

### バス
・京王バス「中野車庫」停留所

### その他
・京王バス中野営業所